# Guillermo Matta
Guillermo Matta Goyenechea (Copiapó, 20 de septiembre de 1829-Santiago, 27 de enero de 1899) fue un literato y político radical chileno, representante del romanticismo en lo lírico y del liberalismo progresista laico en lo doctrinario.

## Biografía

### Primeros años
Fue hijo de Eugenio de Matta Vargas y Petronila Mercedes Goyenechea Sierra-Mercado. Se casó con Ana Rosa Luco Huici y, en segundas nupcias, con Faustina Ortiz Sotomayor, quien fue su heredera universal, albacea y testadora.
Educado en el Instituto Nacional, abandonó sus estudios de leyes a los 19 años para dedicarse a la poesía; desde entonces, cultivó las letras y abrazó la ocupación de literato.
Es recordado por sus poemas tardíos, nostálgicos, sentimentales y con cierta tendencia a la divagación filosófica. Es considerado uno de los principales exponentes del romanticismo en la poesía chilena, junto con Eusebio Lillo, Guillermo Blest Gana, Eduardo de la Barra, Carlos Walker Martínez y José Antonio Soffia.
Fue socio fundador de la Logia Justicia y Libertad de la masonería, y miembro del Círculo de Amigos de las Letras. Participó en la fundación de la Sociedad de Instrucción Primaria, 1857. Fue uno de los primeros bomberos de Santiago y fue elegido director de la Segunda Compañía de Bomberos.
Se le conocen dos hijos, Juan Gonzalo Matta y Mercedes Beatriz Matta Luco (1862-1946), esta última con descendencia habida de su matrimonio con Valentín Letelier Madariaga, quien fue secretario de su padre.

### Carrera política
Tras apoyar la Revolución de 1859 contra el gobierno de Manuel Montt, sufrió persecución política y fue desterrado a Inglaterra. Retornó al país en 1861, dedicándose a la redacción del periódico liberal La Voz de Chile; posteriormente, fundó y sostuvo el diario radical La Patria (1862). 
Fue uno de los fundadores del Partido Radical de Chile, junto con su hermano mayor Manuel Antonio Matta. Durante el gobierno Federico Errázuriz Zañartu, fue designado intendente de Atacama (1875-1881). También desempeñó el cargo de intendente de Concepción (1891-1892).

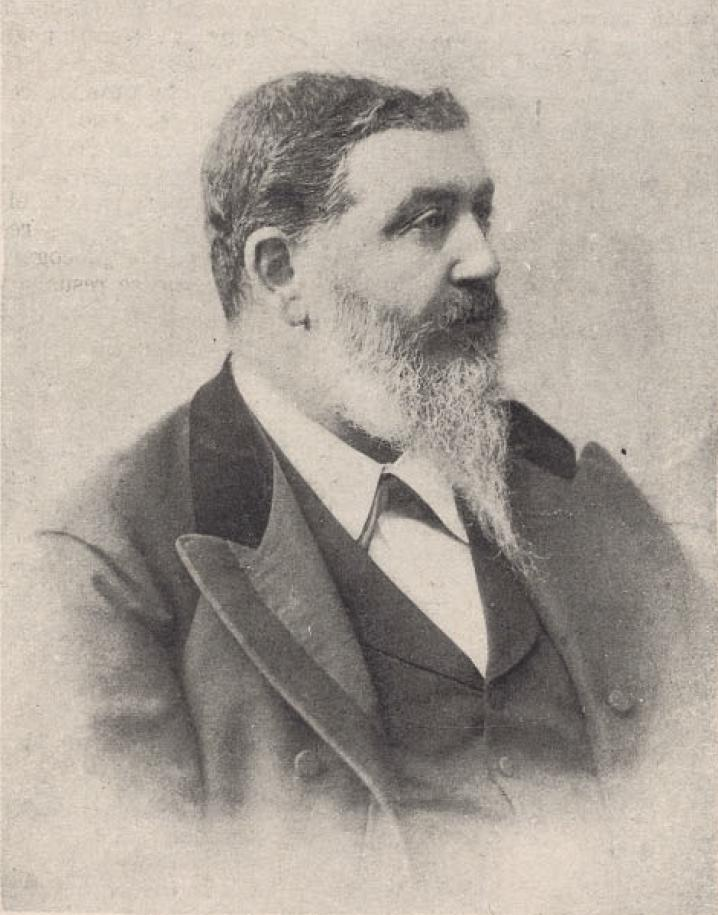
Guillermo Matta.

Fue elegido diputado suplente por Linares (1867), pero nunca pudo ocupar la titularidad. Elegido en propiedad por Ancud, Quinchao y Castro (1870-1873), esta ocasión integró la comisión permanente de Educación y Beneficencia. Fue segundo vicepresidente de la Cámara de Diputados (2 de julio de 1874-3 de junio de 1875).
Fue elegido diputado por Ovalle, Combarbalá e Illapel (1873-1876), e integró entonces la comisión Calificadora de Elecciones. Posteriormente, fue elegido senador por Atacama en elección complementaria para llenar la vacante de Jorge Huneeus Zegers, quien había fallecido el 21 de mayo de 1889, incorporándose al senado el 3 de mayo de 1891, para concluir el mandato en 1894, fecha en que fue elegido senador en propiedad representando a la misma provincia para el periodo 1894-1900. En ambas oportunidades fue miembro de la comisión permanente de Gobierno y relaciones Exteriores, de la cual fue su presidente.

### Carrera diplomática
Fue embajador de Chile ante Alemania (1881), ministro plenipotenciario en Italia (1883), en Argentina y Uruguay (1887). Representante en el Congreso Internacional Sudamericano de Montevideo, Uruguay, para acordar los  tratados sobre Derecho Internacional Privado (1888).

## Algunas ediciones de su obra
- Poesías de Guillermo Matta; cuentos en verso y fragmentos de un poema inédito,  1858, Imprenta de la América, Madrid.
- Apoteosis del sabio; a la memoria de don Andrés Bello, 1866, Imp. del Ferrocarril, Santiago.
- A México, poesías, 1867, Impr. de la Libertad, Santiago.
- Nuevas poesías de Guillermo Matta, 1887, F.A. Brockhaus, Leipzig.
- Ciencia y progreso, poesía, 1893, Santiago.